# Nikkō
(Fosco Maraini)
Nikkō (日光市?, Nikkō-shi, lett. "la città della luce del sole") è una città che si trova nella regione montuosa della prefettura di Tochigi, in Giappone, circa 140 chilometri a nord di Tokyo. La città è una popolare meta turistica, in quanto contiene numerosi monumenti storici (alcuni molto antichi) che le hanno valso l'inserimento nell'elenco dei Patrimoni dell'umanità dell'UNESCO. Secondo una stima del maggio 2015 la città ospita 84 197 abitanti su di un'area di 1.449,83 chilometri quadrati, con una densità di 58,1 abitanti per chilometro quadrato.

## Storia
Il monaco buddhista Shōdō Shōnin (17 maggio 735 – 21 marzo 817) fondò il tempio di Rinnō-ji nel 766, seguito dal tempio di Chūzen-ji nel 784. Il villaggio di Nikkō si sviluppò attorno a questi templi. Il santuario shintoista di Nikkō Tōshō-gū fu completato nel 1617. Luogo di sepoltura di Tokugawa Ieyasu, durante il periodo Edo divenne meta di pellegrinaggi e vennero costruite molte strade per permettere un più facile accesso dalle regioni circostanti.
Le Ferrovie Nazionali Giapponesi cominciarono il servizio a Nikkō nel 1890 con la linea Nikkō, seguita dalle Ferrovie Tōbu nel 1929 con la loro linea Tōbu Nikkō. Nikkō venne istituita ufficialmente come cittadina nel 1889, come parte del distretto di Kamitsuga. Ottenne il titolo di città nel 1954 dopo la fusione con il vicino villaggio di Okorogawa.
Il 20 marzo 2006 Nikkō ha assorbito la vecchia città di Imaichi, la cittadina di Ashio (dal distretto di Kamitsuga), la cittadina di Fujihara e il villaggio di Kuriyama (entrambi dal distretto di Shioya), dando come risultato la nuova città di Nikkō. Il municipio della nuova città si trova nell'edificio che ospitava il vecchio municipio di Imaichi. A Nikko è nato Masaru Ibuka, cofondatore della Sony.

## Monumenti e luoghi d'interesse
I monumenti più importanti della città sono il santuario di Nikko (Nikkō Tōshō-gū), dedicato allo shōgun Tokugawa Ieyasu di cui è il mausoleo, il tempio dedicato a suo nipote Tokugawa Iemitsu e il santuario shintoista Futarasan (Futarasan Jinja), risalente al 767. Dal 1999 il santuario di Nikko, il santuario di Futarasan, e il tempio di Rinnō-ji sono Patrimonio dell'umanità tutelato dall'UNESCO.
Nella regione circostante vi sono inoltre numerose sorgenti termali (onsen), mentre nelle montagne a ovest della città si trova il parco nazionale di Nikkō, con alcune cascate e percorsi altamente spettacolari.

## Galleria d'immagini

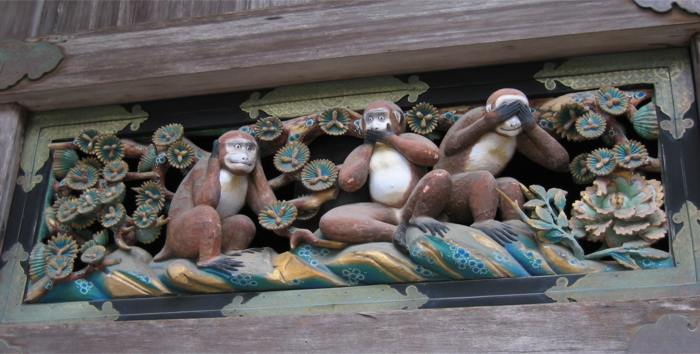
La scultura raffigurante le tre scimmie sagge nel tempio di Nikko
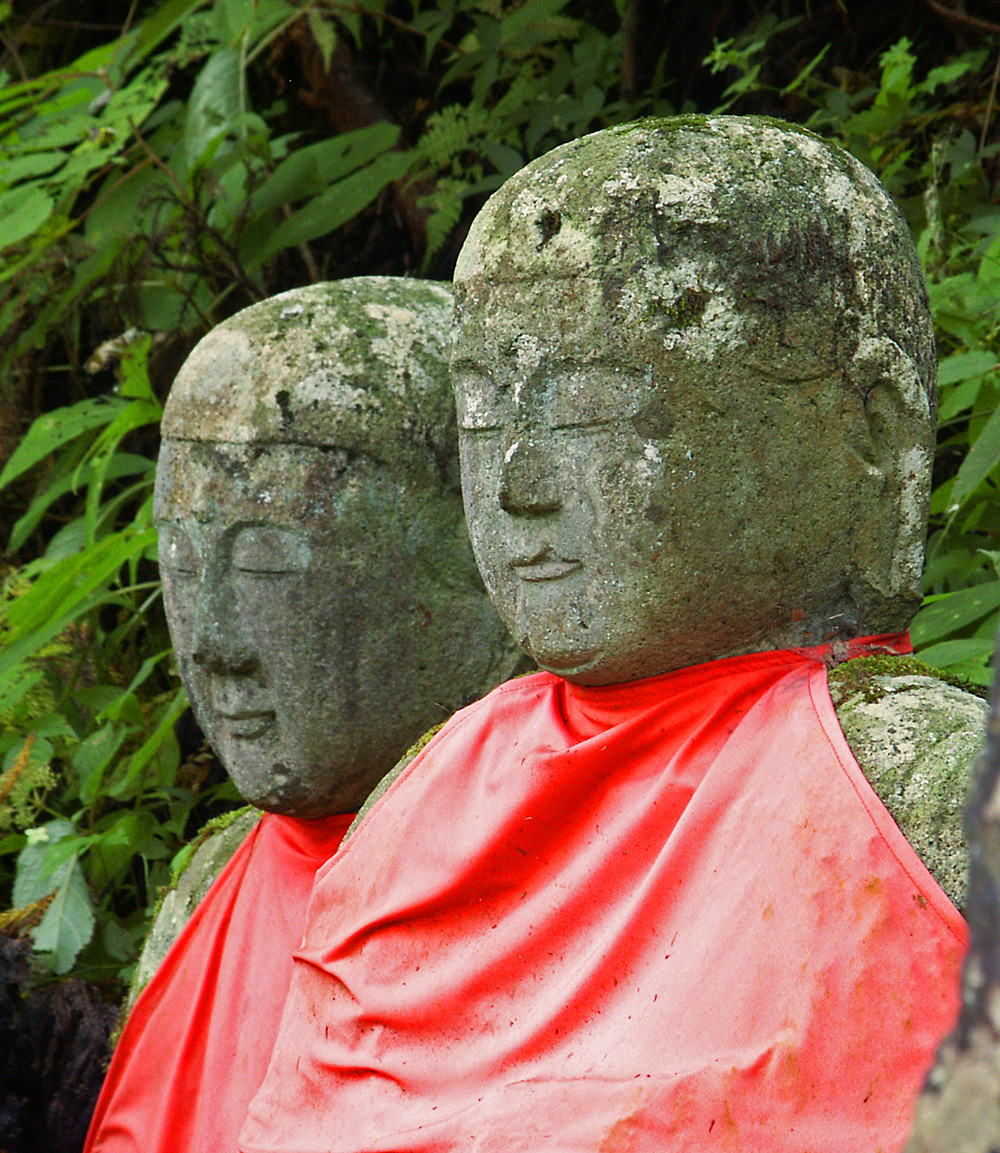
Statue di Jizo a Nikkō
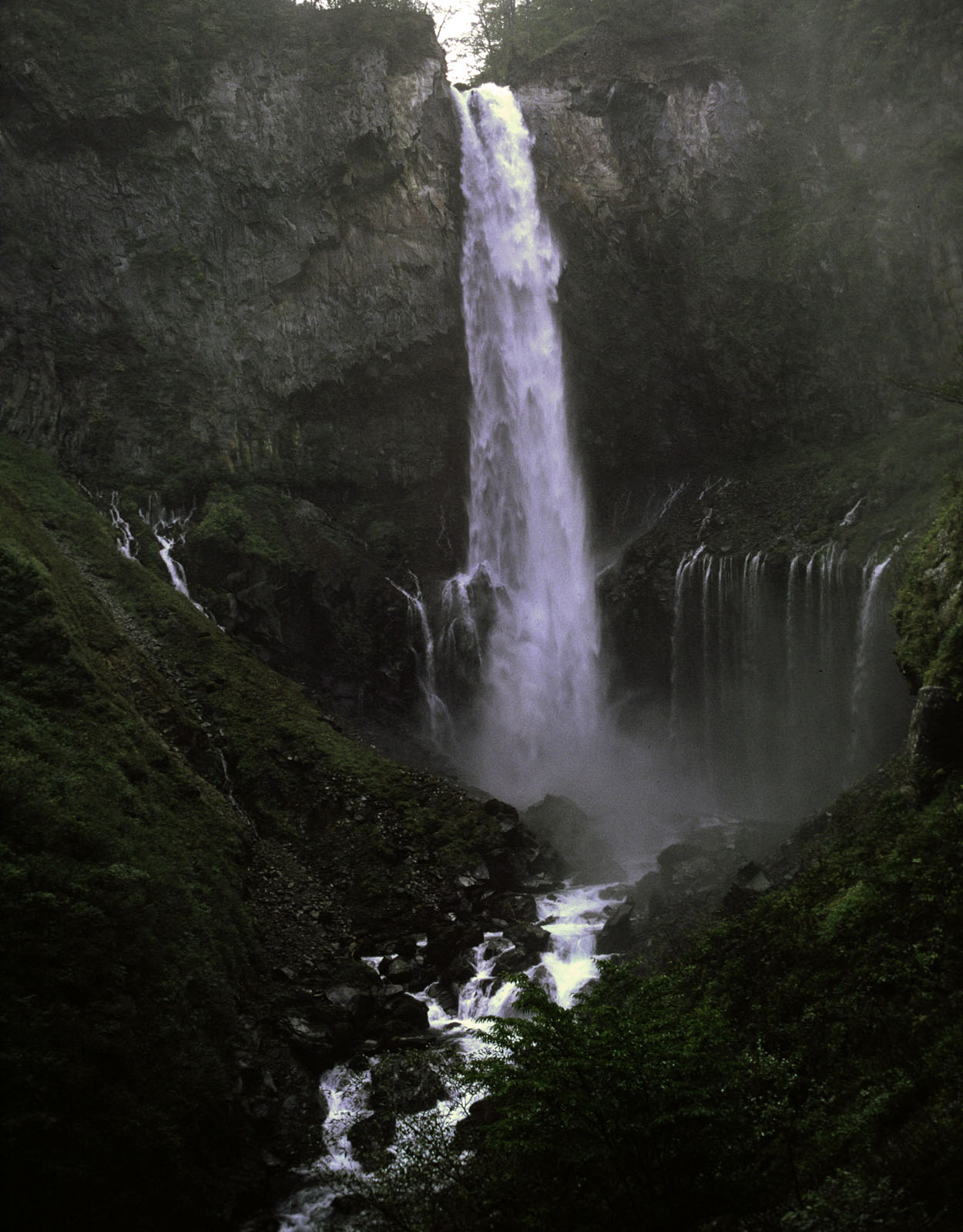
Cascate Kegon
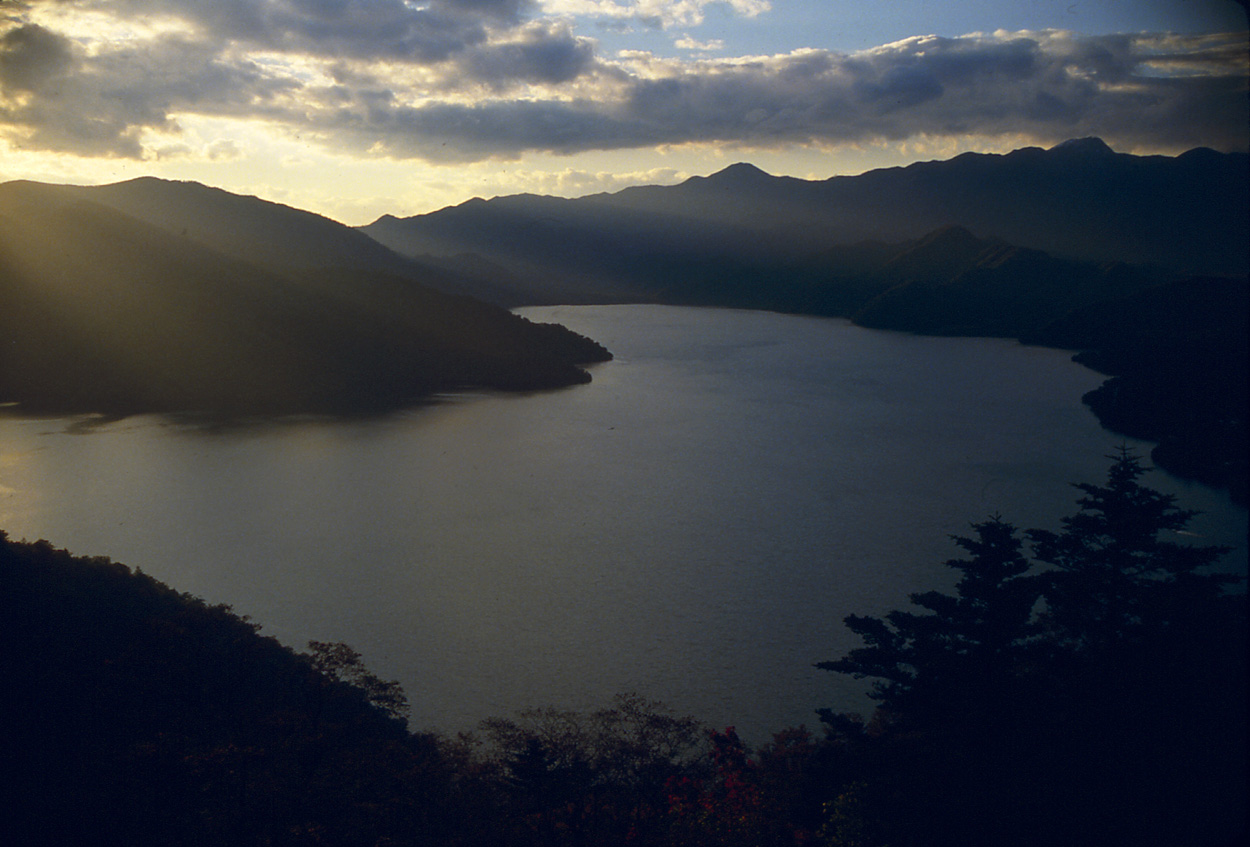
Il lago Chūzenji
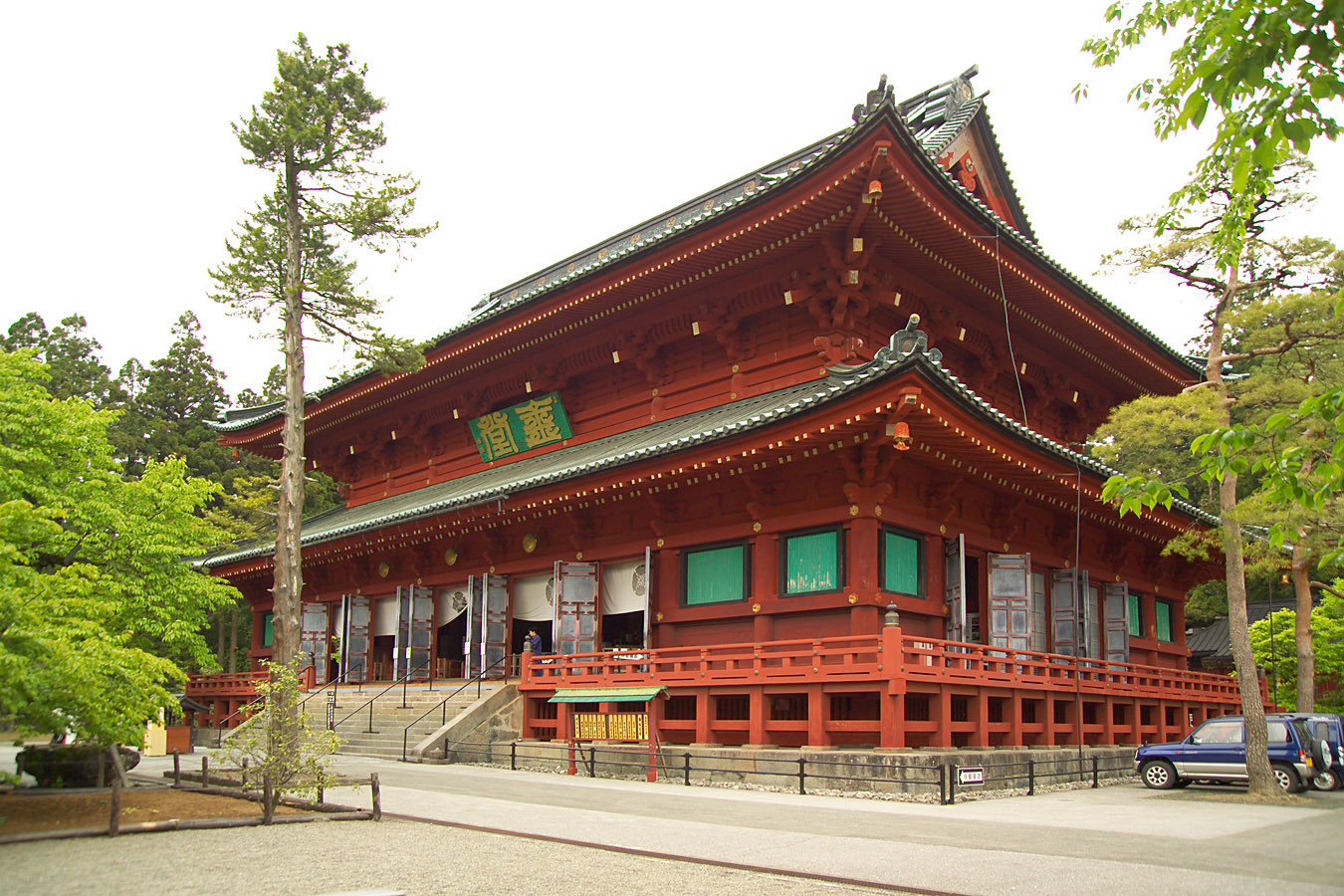
Tempio di Rinnō-ji
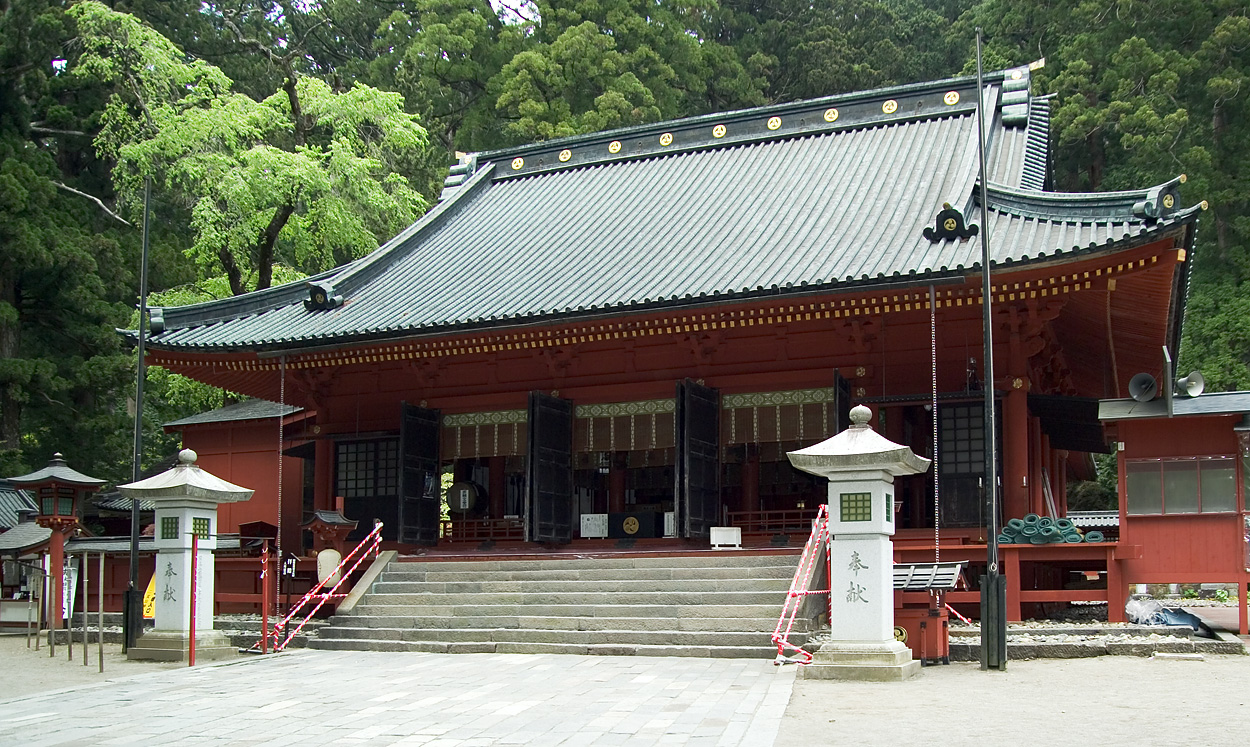
Il santuario di Futarasan
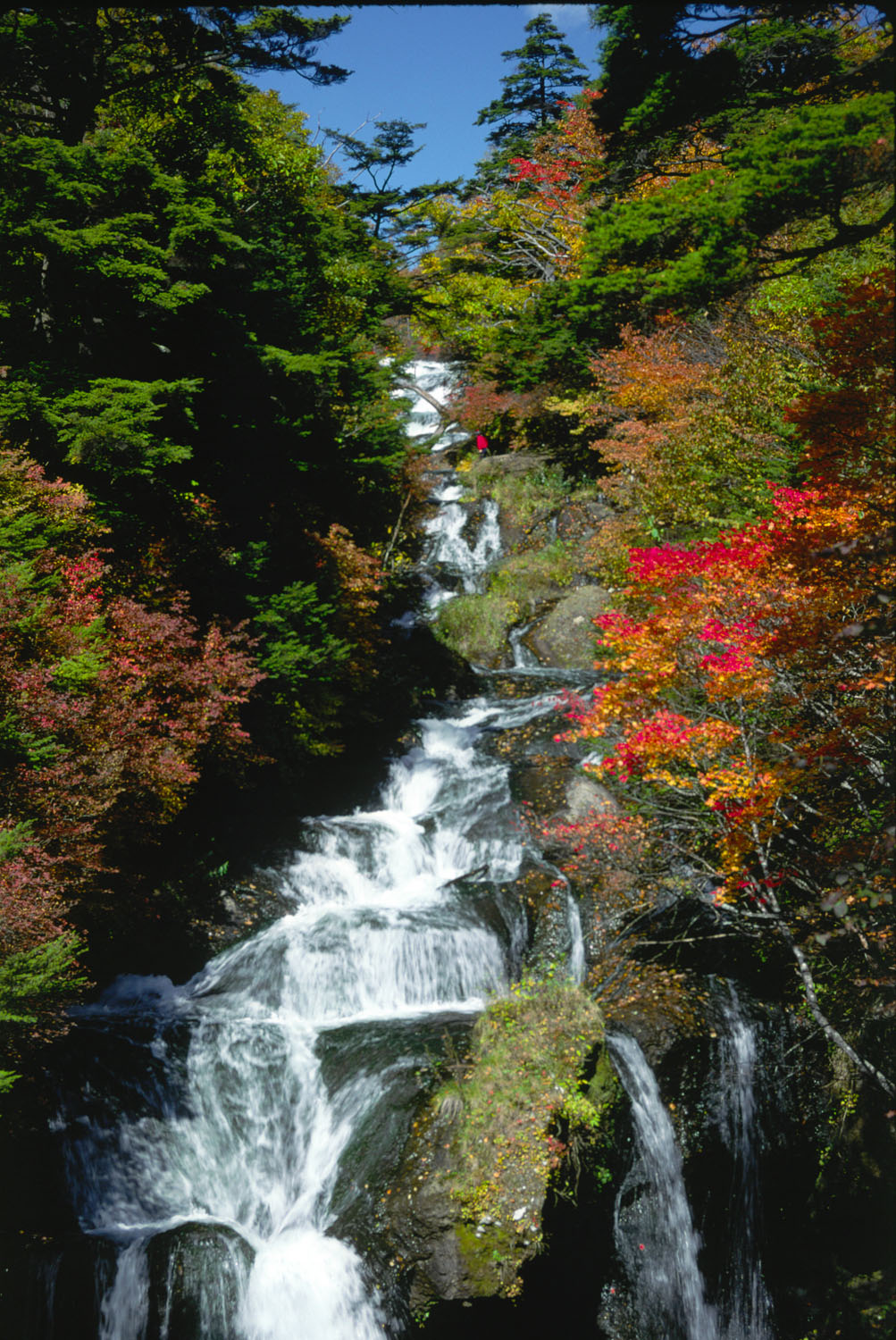
Una cascata nei pressi di Nikkō
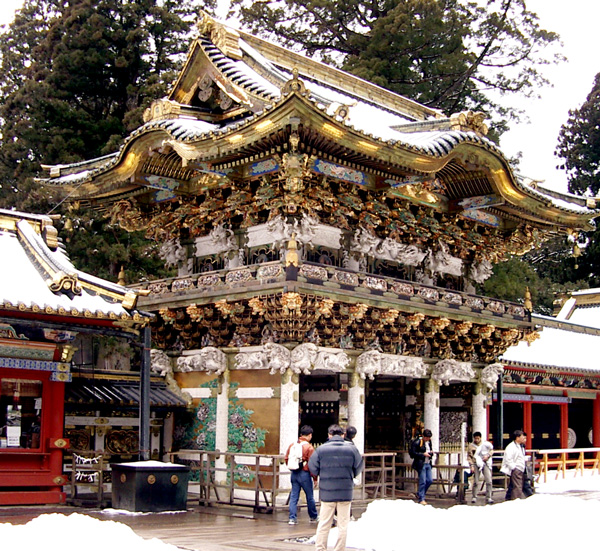
Nikkō Tōshō-gū
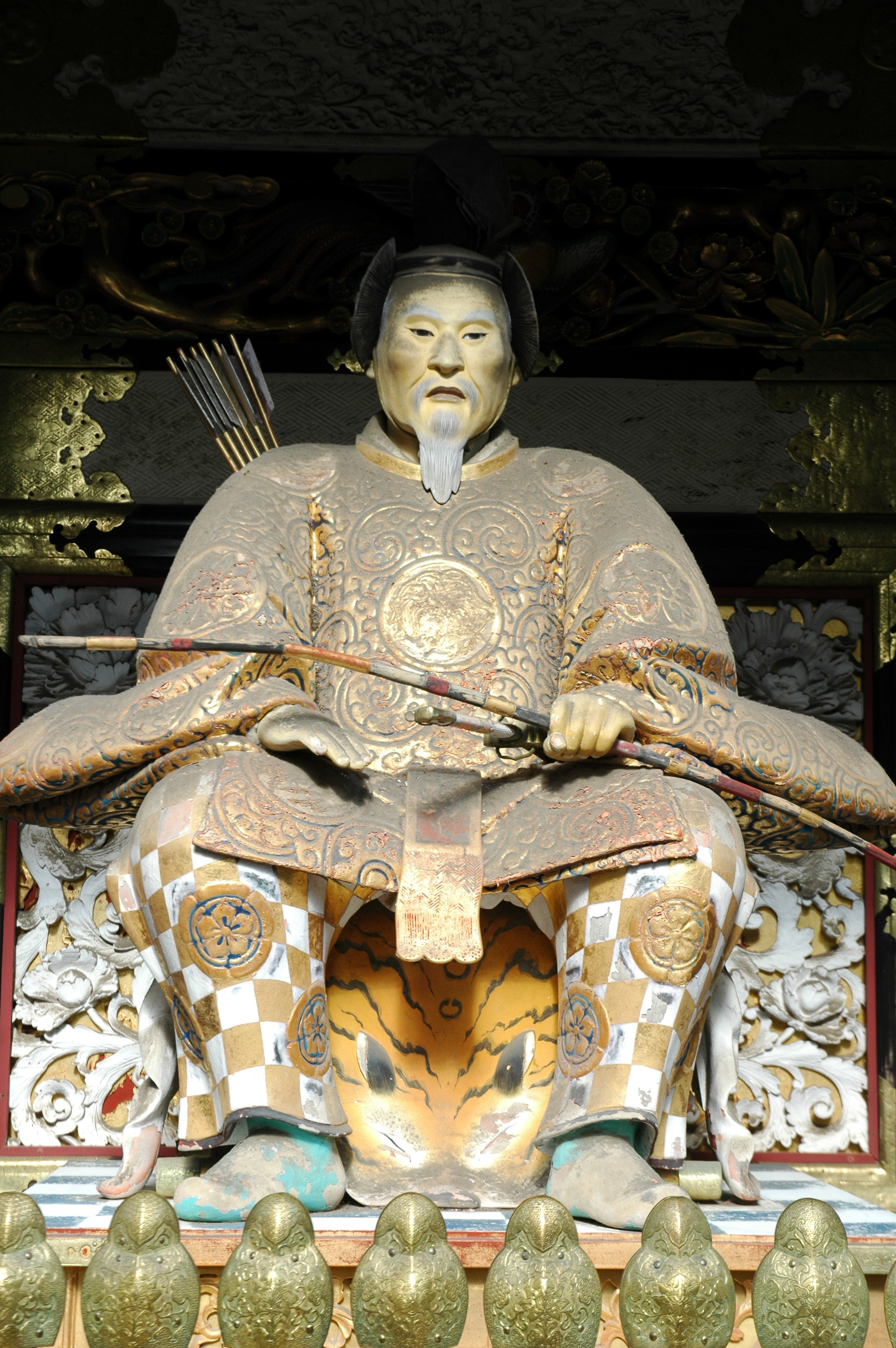
In un tempio di Nikkō
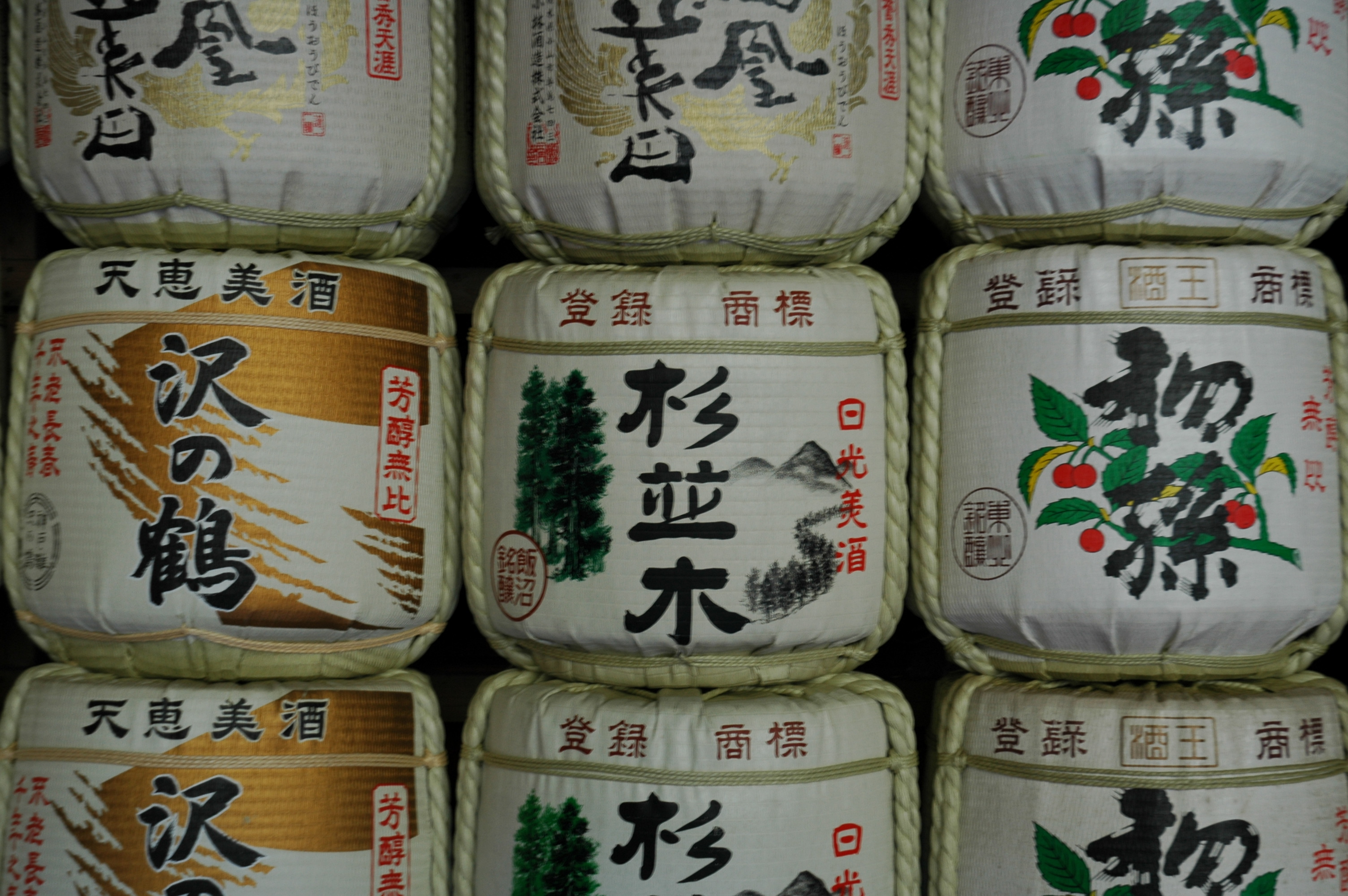
Nella zona dei templi di Nikkō

## Amministrazione

### Gemellaggi
- Palm Springs, dal 1969
- Odawara, dal 1980
- Rapid City, dal 1993
- Tainan, patto di amicizia dal 2009